# Lode Monbaliu
Lode Monbaliu (Brugge, 31 juli 1936 - Knokke-Heist, 12 oktober 2007) was een Belgisch priester en historicus.

## Levensloop
Na humaniorastudies in het Sint-Jozefscollege Torhout en het Don Boscocollege Kortrijk, trad Monbaliu in het Brugse seminarie en werd in 1964 tot priester gewijd. Hij werd subregent en leraar geschiedenis in het Klein Seminarie in Roeselare. In 1989 werd hij medepastoor op de Sint-Jozefsparochie in Roeselare. In 1990 werd hij pastoor in Damme. Tijdens een lunch in een Knoks restaurant werd hij in 2007 getroffen door een hartstilstand en hij overleed een paar dagen later.
Monbaliu was de 'proost' van het ludieke genootschap Manneke uit de Mane en was een aanzienlijk verspreider van de jaarlijkse almanak van deze vereniging.
Hij was ook de stichter van een Vyncke-Lievensfonds voor ondersteuning van West-Vlaamse missionarissen.
Hij was medestichter en bestuurslid van De Groene Tente, een volkskundige vereniging in Dudzele, en stichter van het heemkundig museum aldaar.

## Publicaties
- Amaat Vyncke, 1974
- Constant Lievens, de ridder van Chota-Nagpur, 1983.
- Brieven van pater Vyncke, in: Rolarsiensis, jaarboek van het Geschiedkundig genootschap van Roeselare en omstreken, 1973.